# Databeskyttelsesrådgiver
En databeskyttelsesrådgiver, (kort DPO fra engelsk Data Protection Officer) sikrer, på en uafhængig måde, at en organisation anvender lovene som beskytter personers personoplysninger. En DPOs benævnelse, stilling og opgaver i en organisation er beskrevet i artikel 37, 38 og 39 af Den Europæiske Union (EU) Persondataforordningen (GDPR).
Ifølge GDPR, skal en DPO kunne rapportere direkte til det højeste ledelseslag. Det betyder ikke, at DPO'en skal ledes direkte af ledes af dette lag, men de skal have direkte adgang for at kunne rådgive ledere, som laver beslutninger vedrørende personhenførbare datas databehandling.
En DPO's kerneansvar er at sikre at DPO'en organisationen er opmærksom på og trænet i, alle relevante GDPR forpligtigelser. Yderligere skal DPO'ere lave revision (eng. audit) for at sikre efterlevelse (eng. compliance), proaktivt adressere mulige problemer - og fungere som en forbindelsesofficer mellem sin organisation og offentligheden vedrørende alt personoplysnings spørgsmål.